# Ghatippus paschima
Ghatippus paschima — вид павуків родини павуки-стрибуни (Salticidae). Описаний у 2024 році.

## Назва
Родова назва Ghatippus поєднує слово «Гхат», яке представляє місце збору — гірський хребет Західні Гати — з характерним суфіксом -ippus, що вказує на рід павуків Plexippus, який є типовий у трибі Plexippini. Видова назва paschima означає «захід» як санскритом, так і мовою каннада.

## Поширення
Ендемік Індії. Поширений у горах Західні Гати у штатах Керала і Карнатака.

## Опис
Панцир голотипного самця має розміри 3,9 мм в довжину на 3,3 мм в ширину, черевце на 4 мм в довжину на 2,5 мм в ширину, панцир паратипної самиці мав 3,4 мм в довжину на 2,8 мм в ширину і черевце на 4,2 мм на 2,4 мм в ширину.